# 少女峰鐵路
少女峰鐵路（JB）是一条全长9.3公里的齒軌鐵路，从小夏戴克（Kleine Scheidegg，2061米）到欧洲最高的火车站少女峰山坳（Jungfraujoch，海拔3,454公尺），高差1,393公尺，軌距1,000毫米（3英尺3+3⁄8英寸），位于瑞士的伯尔尼州和瓦莱州边界。这条铁路80%的路段在長達7,122公尺的少女峰隧道内，建设于艾格峰和僧侣峰的山体内，隧道中途设有两个车站。
少女峰鐵路在小夏戴克与溫根阿爾卑斯鐵路（Wengernalpbahn，WAB)衔接。WAB有两条线路，分别前往卢达本纳和格林德瓦两个村庄，並在兩個村莊的車站衔接伯恩高地铁路 (Berner Oberland-Bahn，BOB)，並在因特拉肯東站连接瑞士聯邦鐵路。由三家鐵路公司經營的不同區段鐵路構成了廣義的少女峰登山鐵路系統。

## 历史
有很長一段時間，少女峰被認為是瑞士最著名的山峰。有許多詩人、畫家和學者前往少女峰地區，並欣賞冰川、高山湖泊和瀑布，也在艾格峰、僧侶峰和少女峰留下許多記錄與詩歌。在「4158米少女峰峰會」一篇1577/78號的文章寫到：「少女峰是一座非常高、被永恆冰雪覆蓋的聳立山峰，因此完全無法進入」，因此少女峰一直被當成一座無法征服的山峰。然而1811年8月3日，約翰·魯道夫·邁耶爾（Johann Rudolf Meyer）和赫羅尼姆斯·邁耶爾（Hieronymus Meyer）兄弟登上了少女峰頂，這次的登頂或許啟發了建設少女峰鐵路的夢想。19世紀末，整個瑞士的山區鐵路熱潮蔓延，一系列的齒軌鐵路因而誕生，這實現了少女峰鐵路的夢想，少女峰鐵路更是這一系列齒軌鐵路熱潮中的亮點。

### 前期構想
1869年，交通运输政治家弗里德里·希塞勒（Friedrich Seiler）在伯恩舉行的山地鐵路模型展覽會上提出了一個建造氣動鐵路從盧達本納到少女峰腳下的羅塔爾谷的想法；再從羅塔爾谷出發，建造一條安全的山路將通往少女峰。他還計劃在阿萊奇冰川和瓦萊州上組織馴鹿或極地犬的雪橇隊。不過這些項目很快就被遺忘，並未立即實現。
1889年10月16日，蘇黎世的工程師莫里斯·克什蘭（Maurice Koechlin）向聯邦委員會提交了一個使用五段鐵路交錯通往少女峰的提案。六天后，來自阿爾高的工程師亞歷山大·特勞特韋勒（Alexander Trautweiler）向聯邦委員會提交了一份藉由四輛獨立纜車通過隧道抵達峰頂的計劃。第三個計畫由皮拉圖斯鐵路的建造者工程師艾卓格·洛克（Eduard Locher）提出，他計畫在兩個直通管中使用壓縮空氣移動移動車廂。不過由於聯邦委員會只想授予一個計劃建築特許權，所以委員會試圖讓申請人達成協議，起初是無效的。直到1891年初夏，克什蘭的提案獲得批准，但克什蘭提案因為融資問題以及關於海拔高度的負面安全性醫療報告而失敗。類似的命運也發生在艾格峰登頂隧道的建設計畫上。

### 阿道夫·蓋爾-澤勒計劃

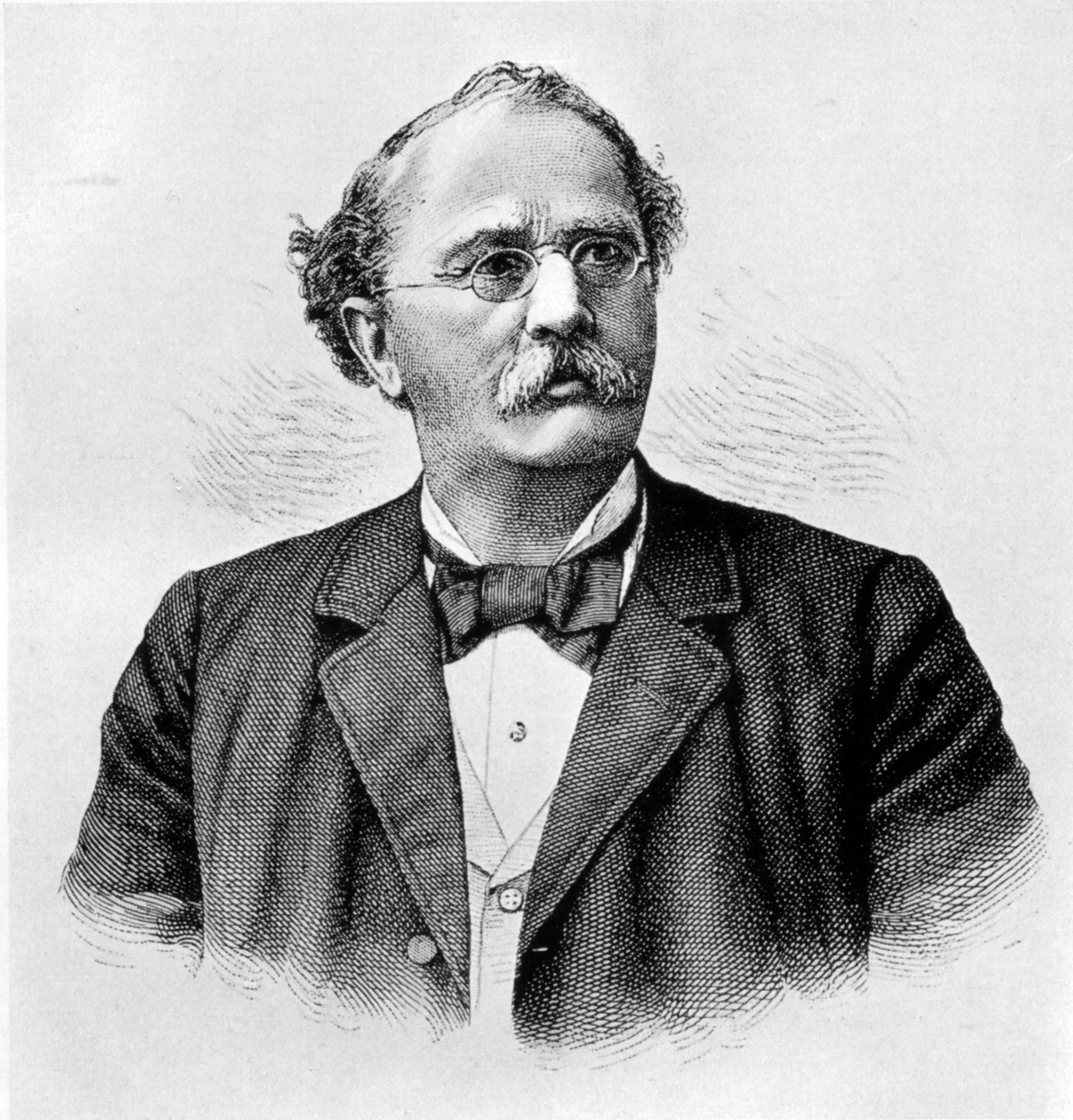
阿道夫·蓋爾-澤勒提出了由小夏戴克為起點的少女峰鐵路計劃

1893年，时年54岁的瑞士工業企業與金融政治家阿道夫·蓋爾-澤勒（Adolf Guyer-Zeller）和女儿一起從雪朗峰徒步到米倫。当他看著全新的温根阿爾卑斯铁路列車驶進小夏戴克时，目光接續扫过盧達本納到艾格峰、僧侶峰和少女峰。就在那一刻，一个灵感突然乍現，他决定建设从小夏戴克到少女峰的铁路。當晚，他在米倫水疗酒店42号房下榻，並在一张纸上画出了少女峰铁路的布局構想草图，这张草图與以往的不同之處在于：铁路并非以盧達本納作为起点，而是以温根阿爾卑斯铁路小夏戴克站，即海拔2,064公尺处作为起点。在完成徒步旅行的四个月后，他便向聯邦委員會提交了许可申请。
蓋爾-澤勒设计的少女峰铁路打算采用电氣化的齿轨铁路，初步计划包含一段架高路线，以及再艾格峰的冰川穿过一条隧道。铁路將設三个中途停留站，由與視角不同，各站均具有独特的魅力。 鐵路的終點則計劃建設一條100米長的索道通往少女峰的峰頂。1894 年 12 月 21 日，蓋爾-澤勒获得了建设许可，并自愿承諾帮助籌措建设僧侶峰或少女峰观景台的費用。
這一次，所需的醫療報告是正面的，報告表明，在這樣高海拔的狀況下，鐵路的建設人員和未來的乘客就醫學上來說都是安全的。蓋爾-澤勒只需要確保少女峰鐵路建設施工中的人員安全，因此在1894年9月15日凌晨三點，他開始一段從采爾馬特到布來特峰的探險，在這段探險的過程中，有7名年齡在10到70歲之間的探險者，每人並有6到8名的搬運工，在3750米高的高原前進。由於探險過程中的測試評估沒有出現任何不利的結果，成為健康安全的的證明。於是少女峰鐵路開始了1896到1912年的建設過程。

### 建設過程
1896年7月27日，由少女峰鐵路局局長福德李奇威·貝爾博士（Dr. Friedrich Wrubel）舉行奠基儀式後開始建設。由於每站之間的風景獨特性，少女峰鐵路採用分段施工、逐段開放營運的策略。建築工程一開始集中在小夏戴克和艾格冰河站之間的開闊軌道上，並在沒有機器幫助、以人力施工的情況下建設了兩公里的路段。第一部分經過兩年多的艱辛工程後於1898年9月19日投入運營。儘管少女峰鐵路在小夏戴克與溫根阿爾卑斯鐵路共用車站，但兩者採用了不同的軌距，少女峰鐵路為1000毫米，而溫根阿爾卑斯鐵路則為800毫米；並使用和三相電流運行，而不是蒸汽，因為電氣鐵路有更好的性能和更高的安全性。
之後開始了隧道的爆破工程，工程分為三班，每班工作八小時。但在隧道工程開始後不久就發生了一場嚴重的事故，六名意大利工人在炸藥爆炸中喪生，事故原因無法釐清，且受難者的屍體完全損毀。由於這場事故，爆破過程和炸藥的儲存採用了更嚴格的施工管理規定。之後隧道工程快速的繼續展開。
1899年，工程推進到了羅斯托克車站（海拔2520公尺處），3月7日推進到了艾格冰河站（海拔2,320公尺處）。這是阿道夫·蓋爾-澤勒最後的成功，一個月後的4月3日，他因為肺炎在蘇黎世去世。蓋爾-澤勒的逝世成為了少女峰鐵路開發的一項挑戰，而他的繼承人在短暫的休息後決定繼續堅持下去。由於融資問題，工程進展變得緩慢，該公司透過一個接一個的短期銀行貸款，來籌措建設的資金。1899年4月2日羅斯托克車站通車營運，之後一直到1903年6月28日，位於艾格峰北面中段的艾格石壁站才正式開通。在艾格石壁站，遊客可以欣賞到艾格峰北面朝格林德瓦中心的山谷。1905年7月25日，位於鐵路5.7公里處、海拔3160m的冰海站啟用。直到鐵路完全完工前，冰海站作為少女峰鐵路的臨時終點站，並設有旅遊中心、餐廳以及客房。
1906年，少女峰铁路公司開始籌措建設最後路段約350萬瑞士法郎的資金。建設管理部門修改蓋爾-澤勒的原始計劃是增資的原因之一，他們決定不將終點站設在少女峰頂，而是越過少女峰、比頂峰更遠的地方停下來，也就是現在的少女峰山坳站。最後3.6公里的工程被認為是最容易掌握的，但障礙卻頻頻出現，除了岩石的阻礙，公司必須在夏季集中於服務旅客，冬季又會缺乏電力與水源。此外，惡劣的工作環境使工人疲憊不堪，高流動率使得工人間的衝突增加，期間引發了6次的罷工事件、8次的管理團隊更動與30名工人的喪生。多數的喪生是由於爆炸事故引起的，1908年，由於不明的原因，存放在車站附近150箱、約30噸的炸藥發生爆炸，據說在德國都聽得到爆炸聲，所幸無人傷亡。為了營造良好的工作環境與氛圍，領導團隊嘗試使用各種的方式與獎勵，像是每天保障每位工人能喝到一瓶紅酒。
1912年2月21日的5點35分，少女峰铁路隧道的最後一顆岩石被敲下，《新蘇黎世報》這樣紀載：「1912年2月21日，一項宏偉的工作、現代工程的勝利被獻上奉獻。凌晨5點35分，決定性的一擊落下。歡呼聲浩蕩的在牆壁上迴盪，深深地感慨著的同志們沉入彼此的懷抱。」
1912年7月29日，聯邦委員會授予少女峰铁路公司少女峰的經營許可證，聯邦總統路德維希·福雷爾（Ludwig Forrer）與聯邦議員阿瑟·霍夫曼（Arthur Hoffmann）、路易斯·佩里耶（Louis Perrier）參觀了少女峰。1912年8月1日，施工開始16年後，第一輛載滿遊客的列車開向這條9.3公里長的鐵路，在少女峰高原壯闊的景觀下举办了庆祝活动。

少女峰鐵路16年的的建設耗資約1600萬瑞士法郎，是蓋爾-澤勒原本預估成本800萬瑞士法郎的兩倍。

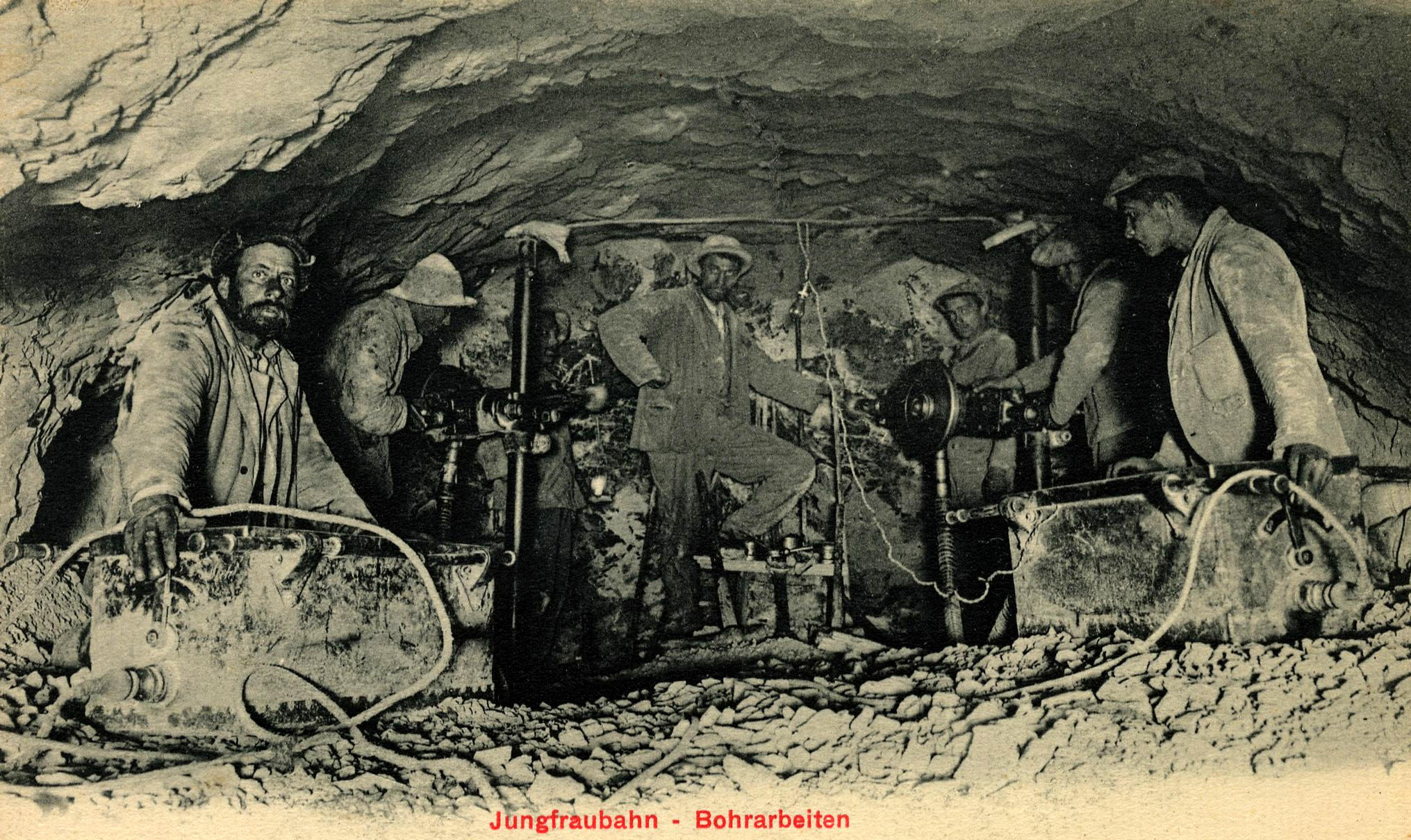
少女峰鐵路隧道的開鑿過程
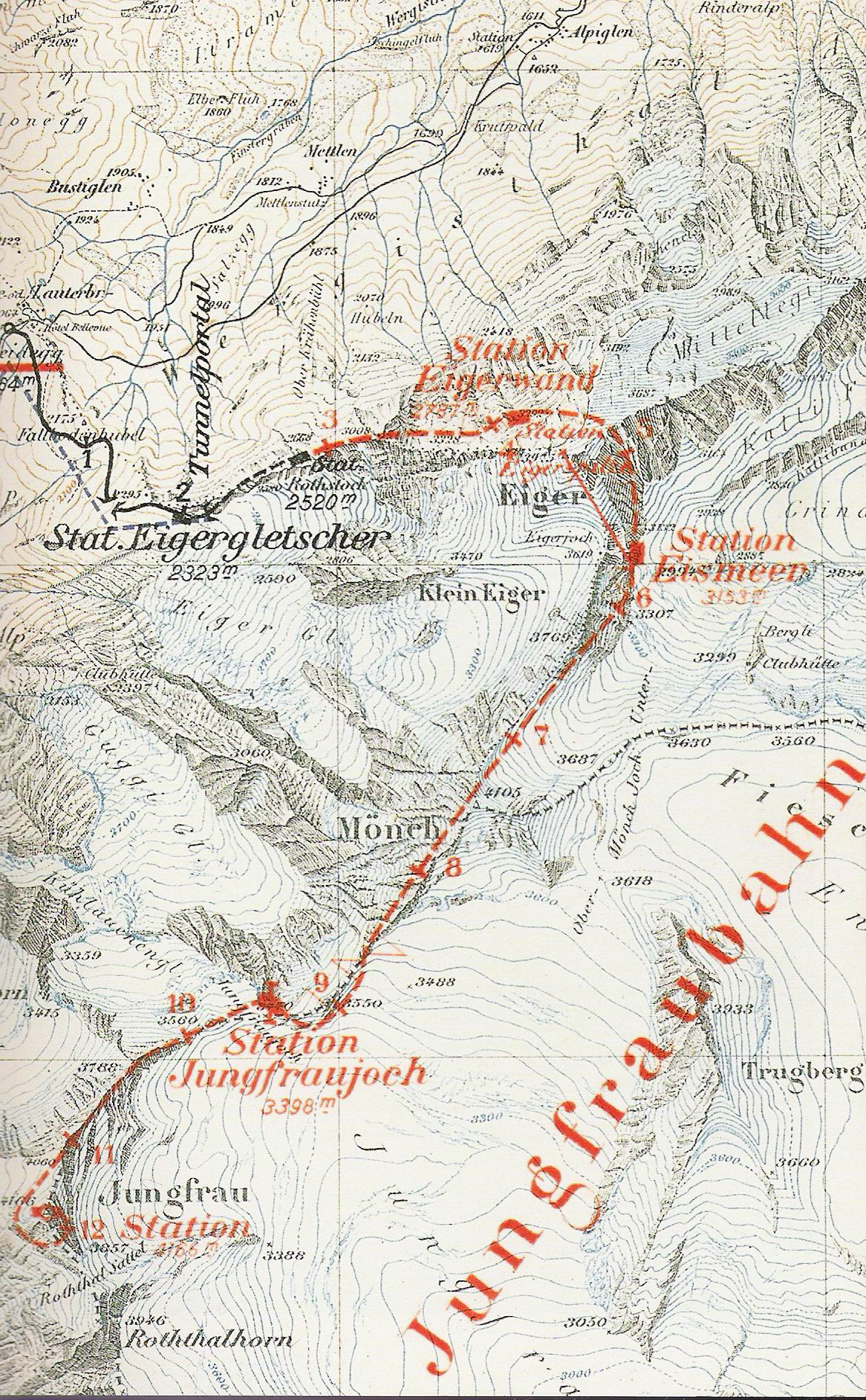
1903年的少女峰鐵路地圖

### 營運
少女峰鐵路的乘客數量自營運後舊開始不斷成長，並超出預期。蓋爾-澤勒最初預計的年乘客為2萬名乘客，後來的預測為43,500人，但1912年已經有77,000人使用了這條鐵路。營運後的重要記事如下：
- 1924年，少女峰山坳「雲上之屋」開放。
- 1931年，少女峰山坳研究站開放。
- 1937年，斯芬克斯天文台[12]開放。購買除雪車，使得少女峰鐵路得以全年通行。
- 1942年，少女峰鐵路公司的辦事處從蘇黎世遷至因特拉肯。
- 1950年，斯芬克斯天文台安裝了圓頂上。
- 1951年，冰海站和少女峰山坳站之間的齒軌粘合部分轉換為機架操作。
- 1955年，小夏戴克的第二個車庫建成。郵局在少女峰山坳站開設了中轉站。
- 1972年，艾格石壁站與冰海站裝設了景觀玻璃。少女峰山坳的旅遊屋於10月21日被大火燒毀。
- 1975年，少女峰山坳開設了一個新的旅遊屋。
- 1987年，開放了一座新山屋。
- 1991年，少女峰山坳站新的車站大廳開放。
- 1993年，小夏戴克的車庫擴建。
- 1996年，斯芬克斯天文台的有蓋觀景台開放。
- 1997年，年訪客人次超過500,000人。
- 2000年，每日訪客人數達到8,148人次。
- 2011年，年訪客人次達到了765,000人[11]。
- 2016年，隨著新的JB Bhe 4/8車組（編號221-224）投入營運，並與舊的JB BDhe 4/8車組（編號211-218）進行的總流量調試。為了提高行駛速度，停止艾格石壁站的營運，自2016年12月11日起，乘客只會在冰海站下車，這使車程減少了17至35分鐘。

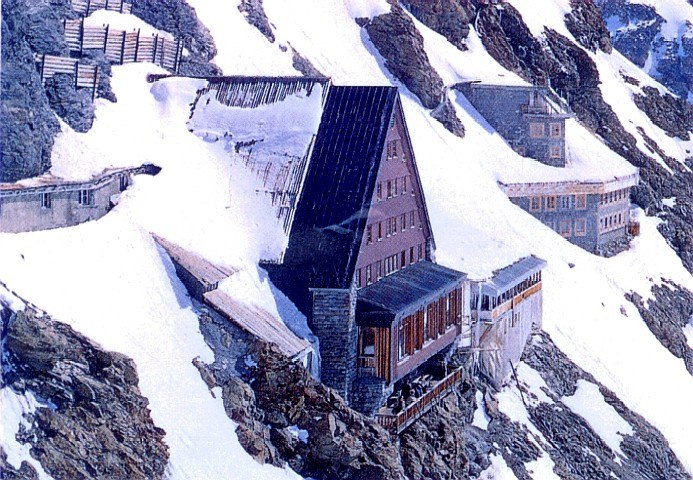
1924年開放的雲上之屋
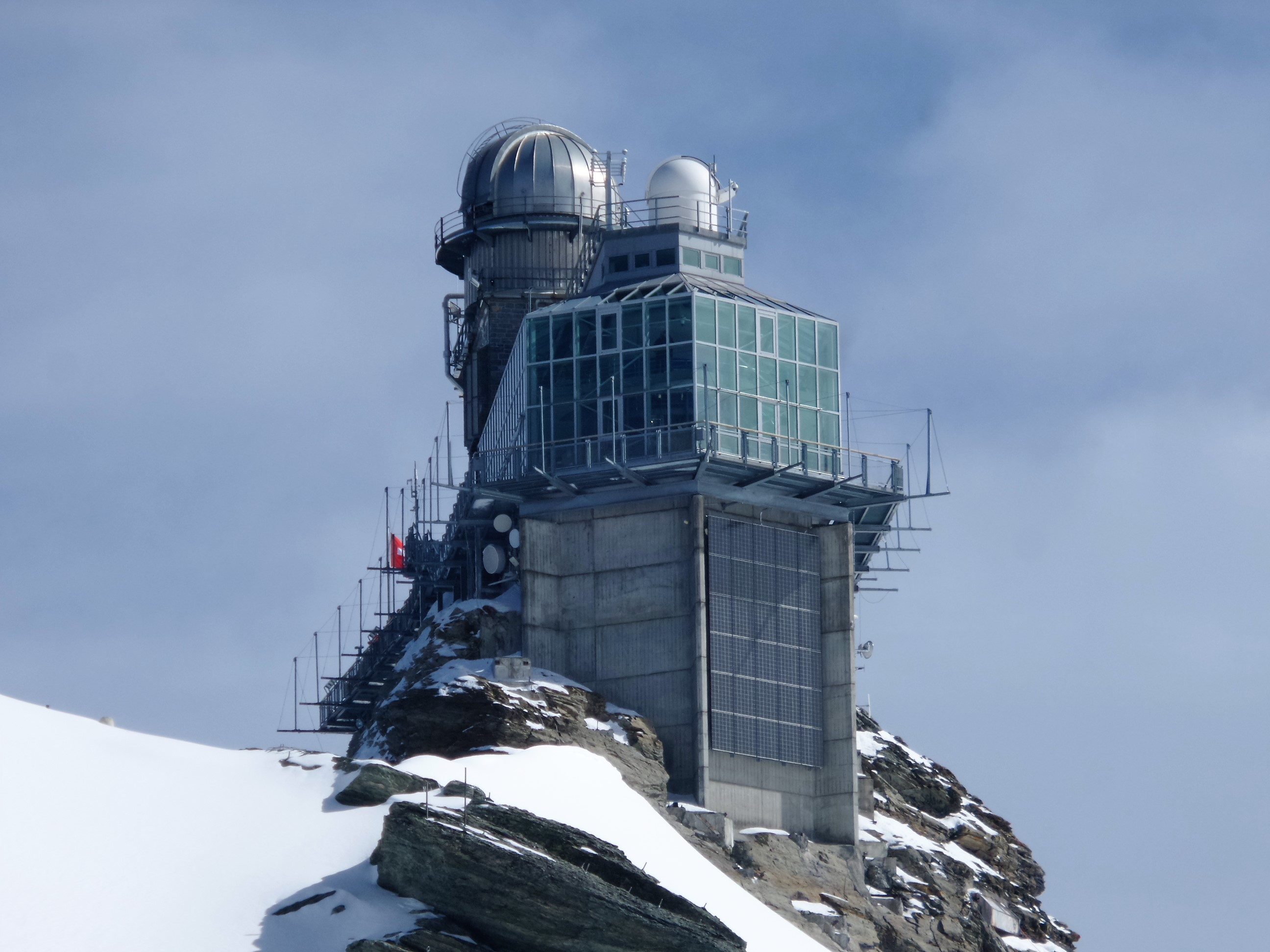
斯芬克斯天文台
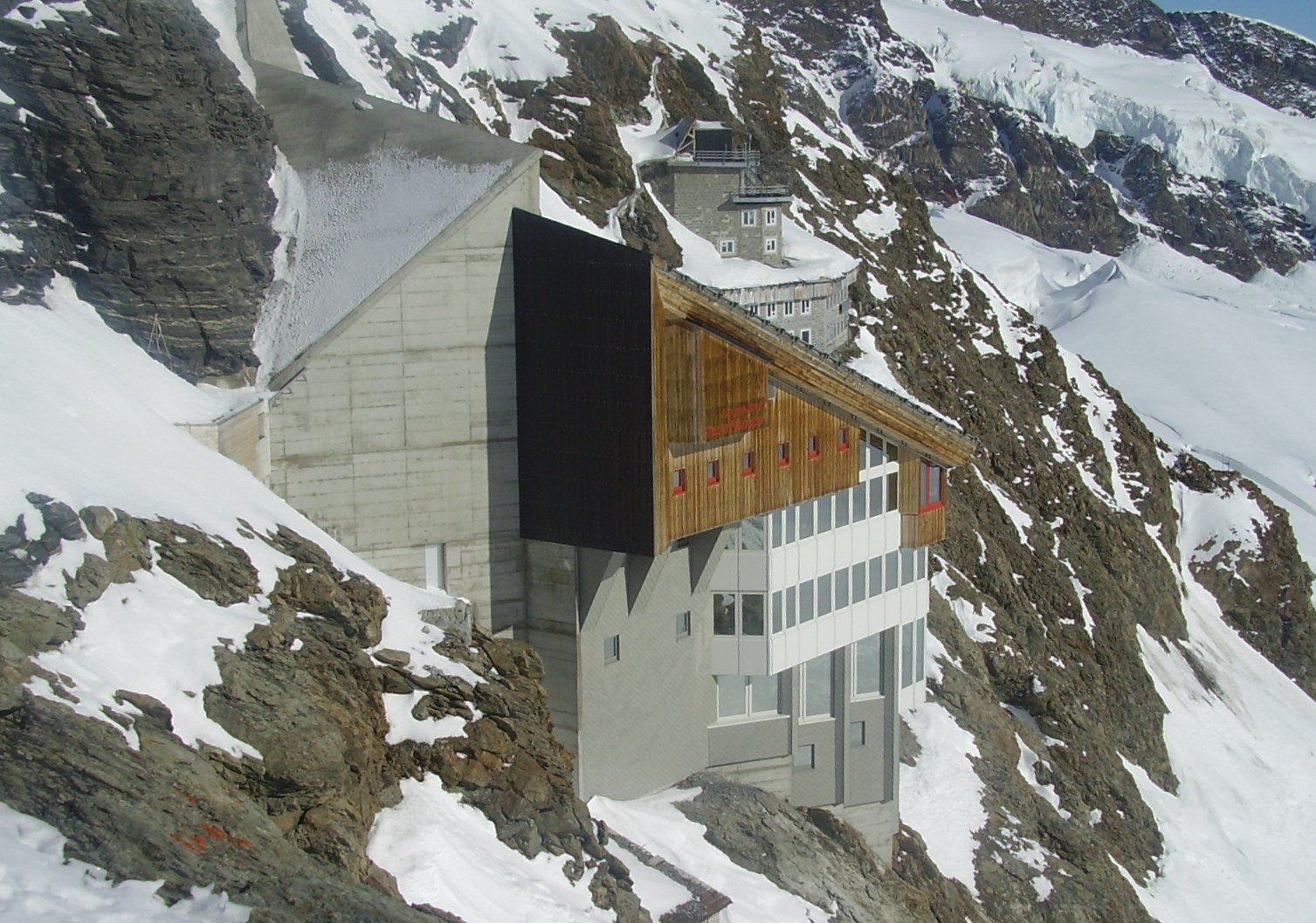
少女峰山坳的旅遊屋

## 紀錄
- 少女峰山坳站是歐洲最高的火車站（歐洲之巔）。
- 艾格冰河站是少女峰鐵路的運營中心，並擁有歐洲最高的鐵路營運廚房。
- 艾格冰河工作站是歐洲最高的技工培訓中心。

## 所有權
少女峰鐵路為少女峰鐵路控股公司（Jungfraubahn Holding AG，JBH）全資擁有，並由旗下少女峰鐵路管理股份有限公司（Jungfraubahnen Management AG）經營。除少女峰鐵路管理股份有限公司外，少女峰鐵路控股公司還擁有溫根阿爾卑斯鐵路股份有限公司（Wengernalpbahn AG）100%的股權與伯恩高地鐵路股份有限公司（Berner Oberland-Bahnen AG）8%的股權

## 车站
- 小夏戴克車站（Kleine Scheidegg），2061米
- 艾格冰河站（Eigergletscher），2320米
- 艾格石壁（Eigerwand），2864米
- 伊斯梅爾/冰海（Eismeer），3158米
- 少女峰山坳火车站 (Jungfraujoch)，3454米[14]

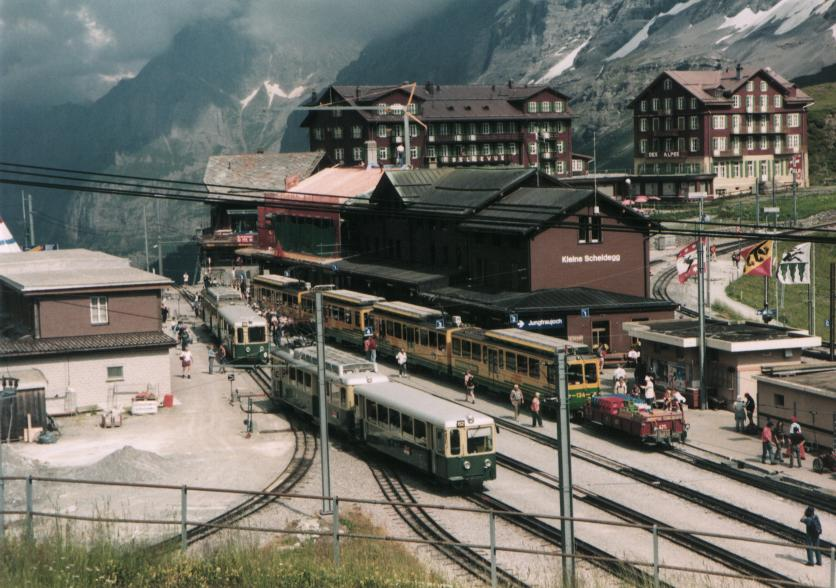
早期的小夏戴克車站照片，左線列車為少女峰鐵路列車，右線為溫根阿爾卑斯鐵路列車
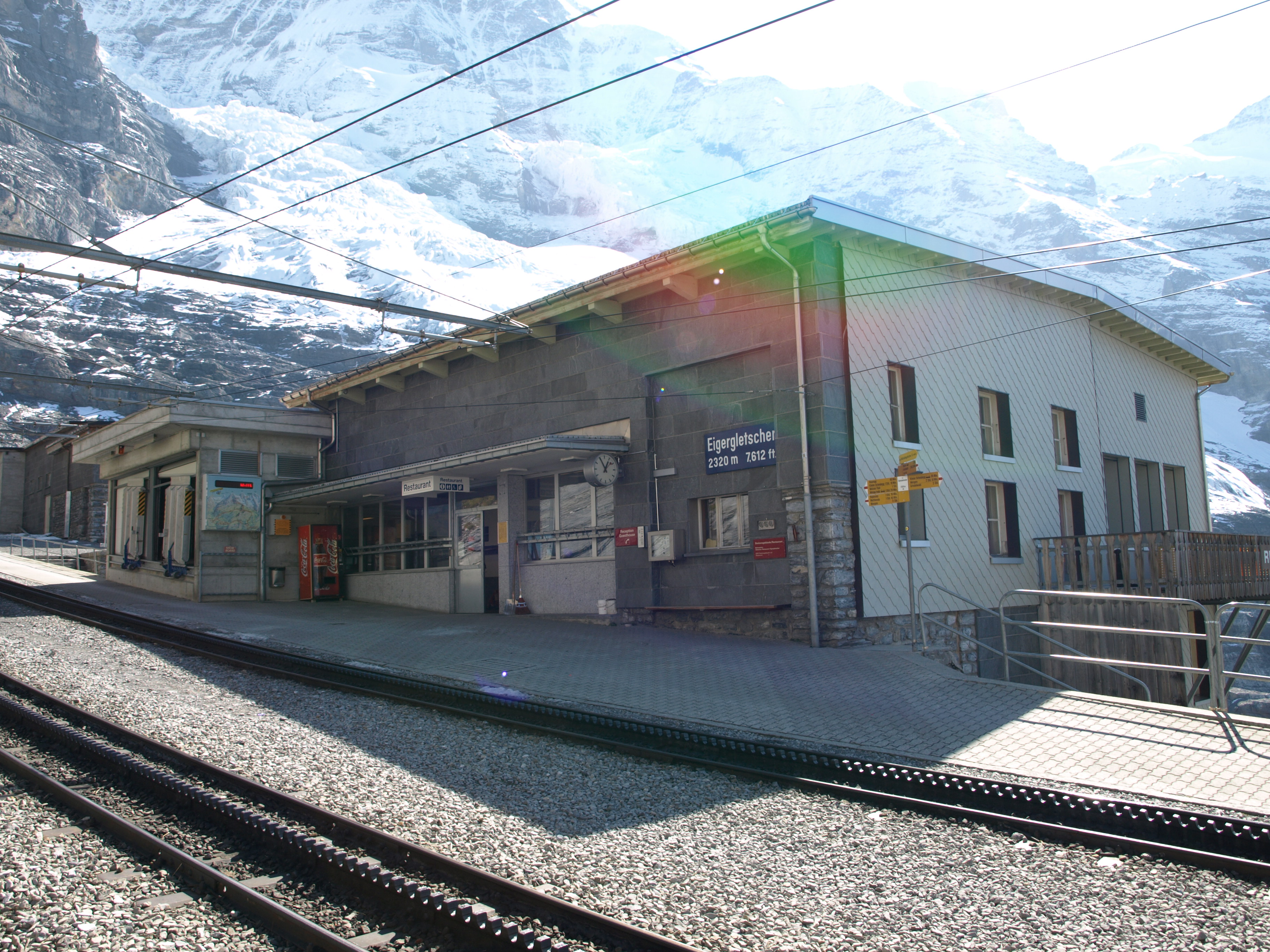
艾格冰河站
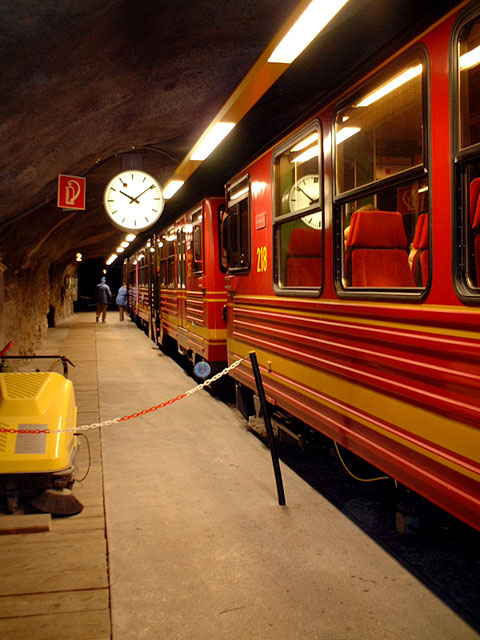
艾格石壁站的月台與BDhe 4/8列車
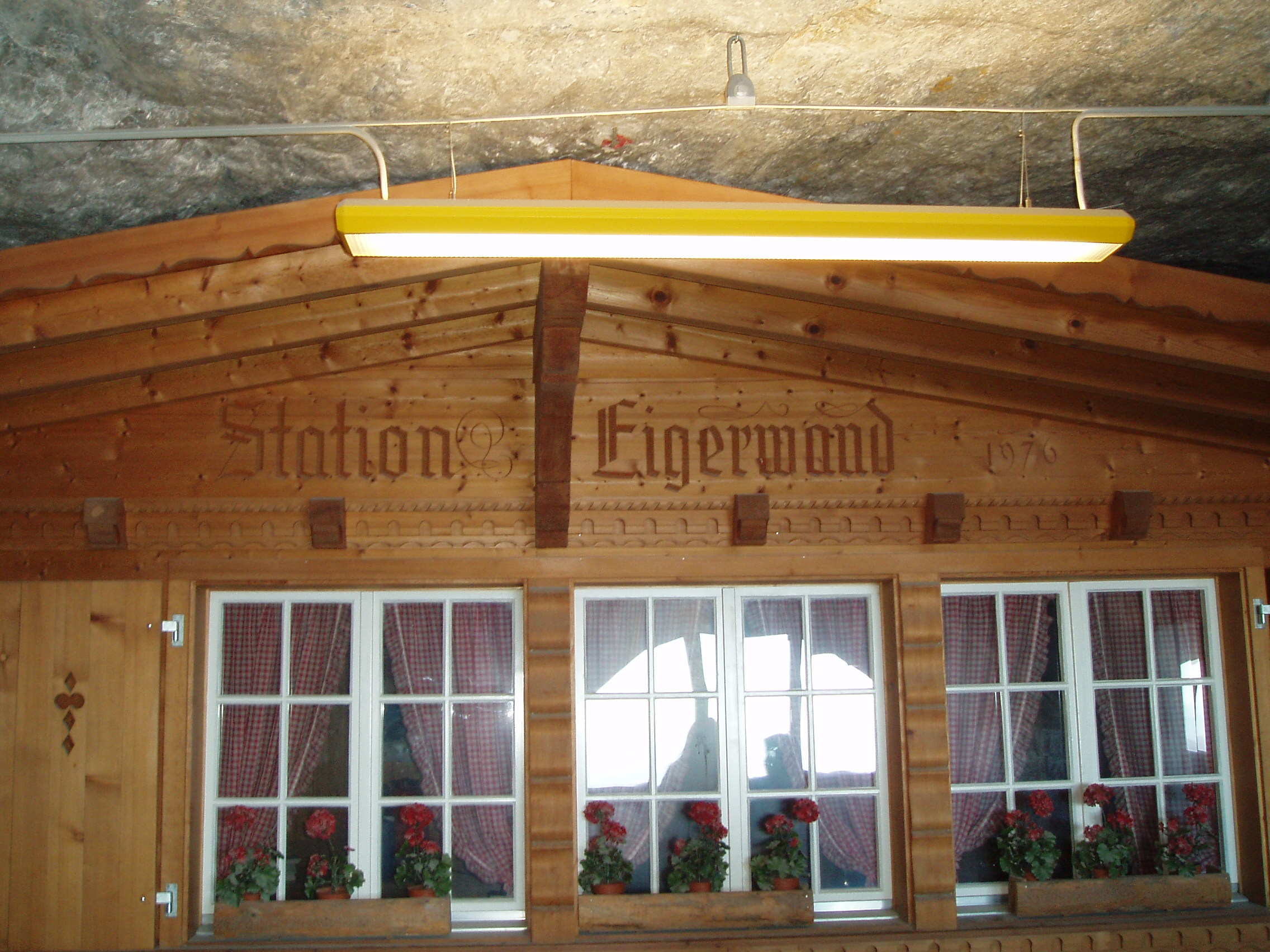
艾格石壁站
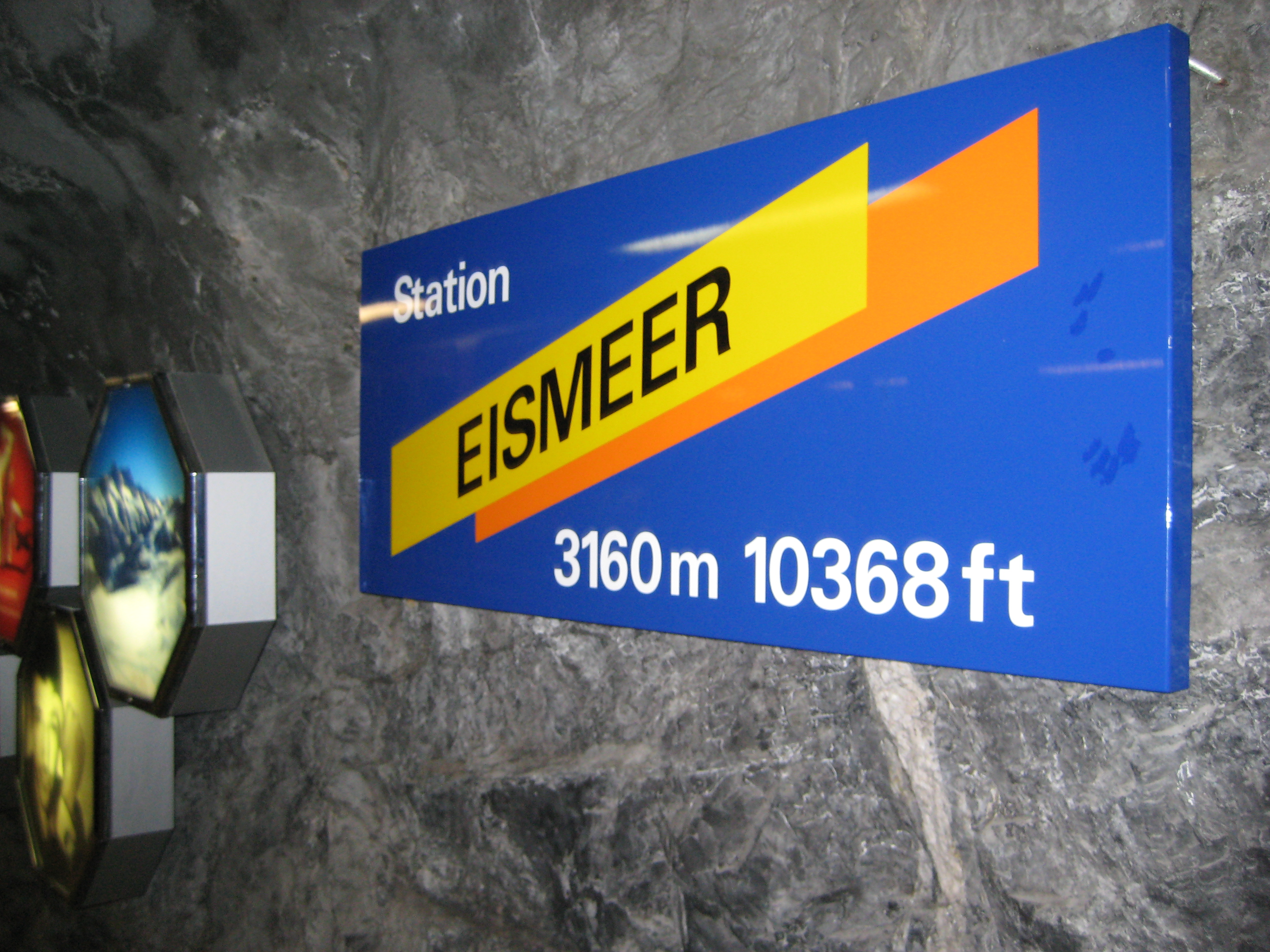
冰海站的站牌
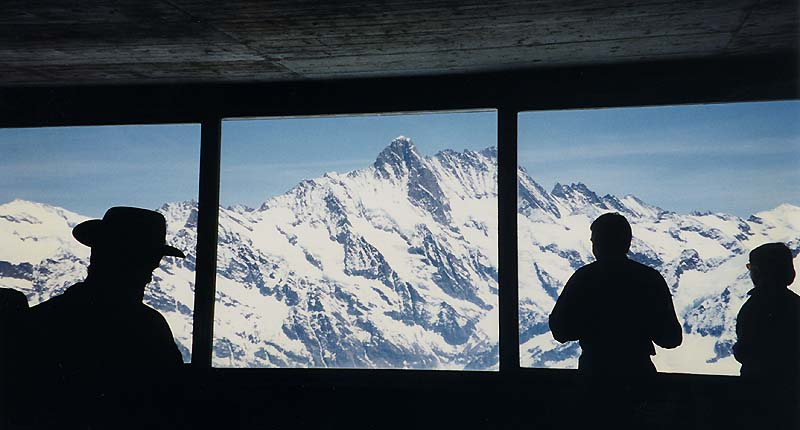
冰海站的觀景窗
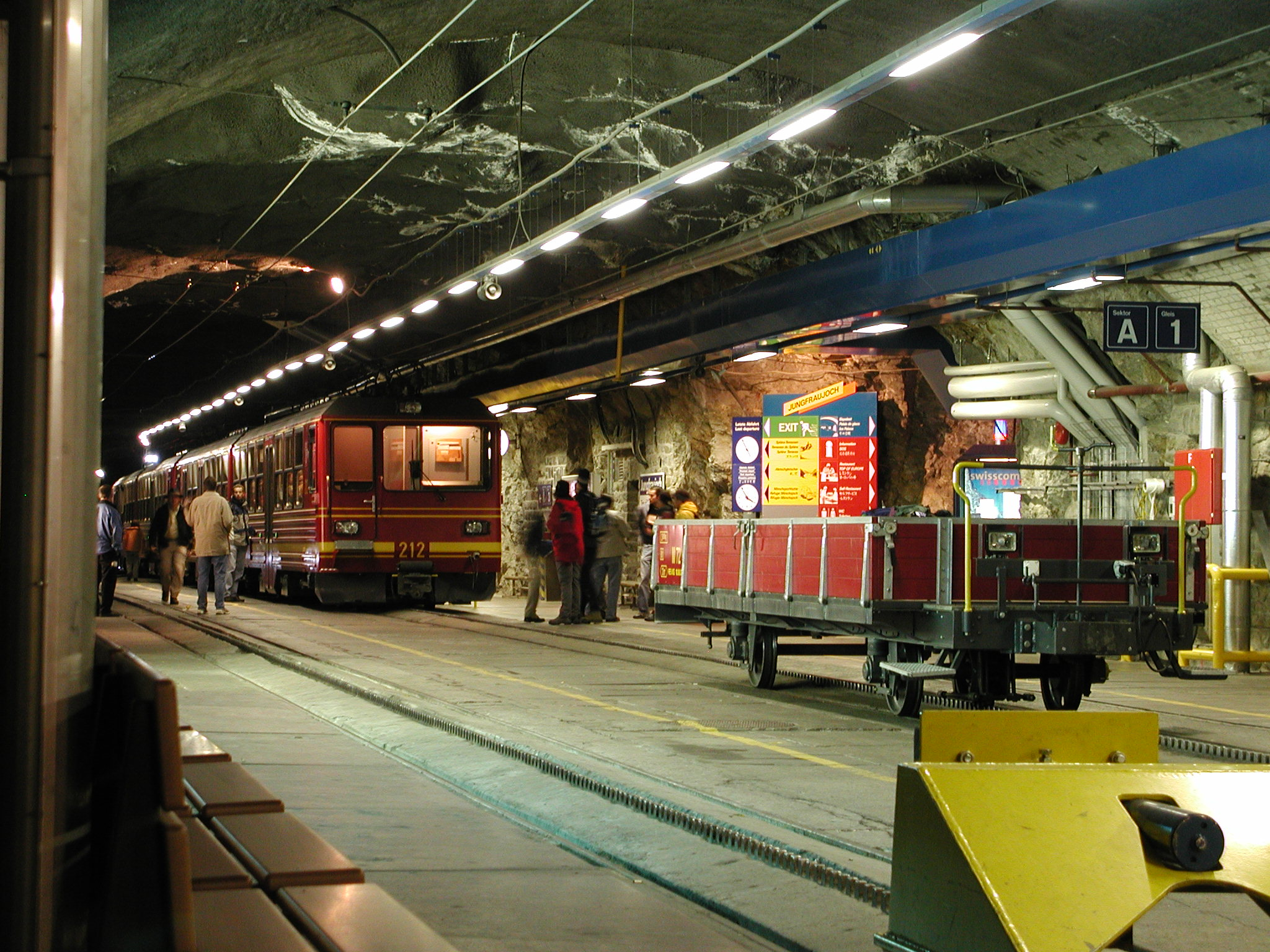
少女峰山坳火車站 (Jungfraujoch)

## 車輛
目前少女峰鐵路使用的是電氣化的齒軌鐵路，為了提供車輛三相電流，少女峰鐵路具有兩極高架電車線，在車體上則裝有雙集電弓，第三極為接地導軌。

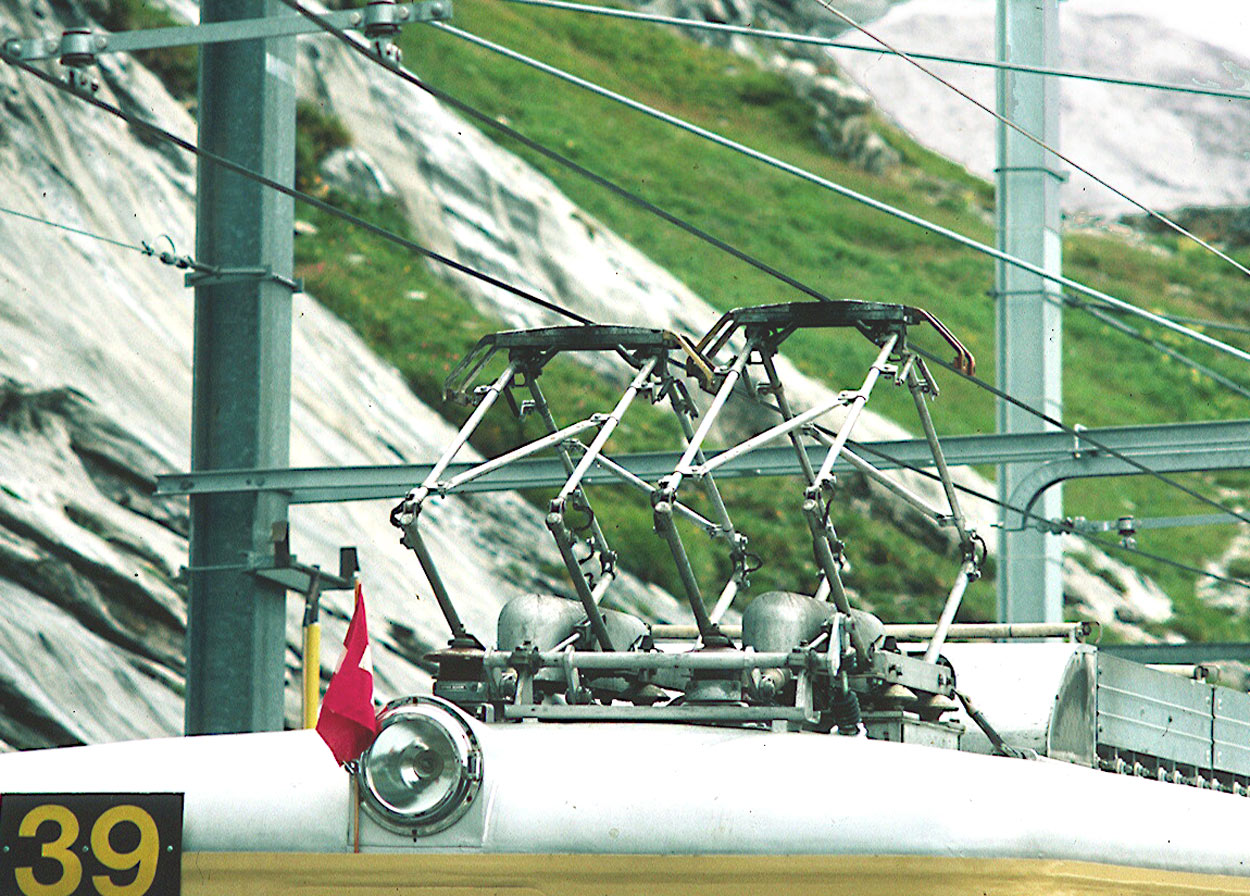
少女峰鐵路列車車體上的雙集電弓
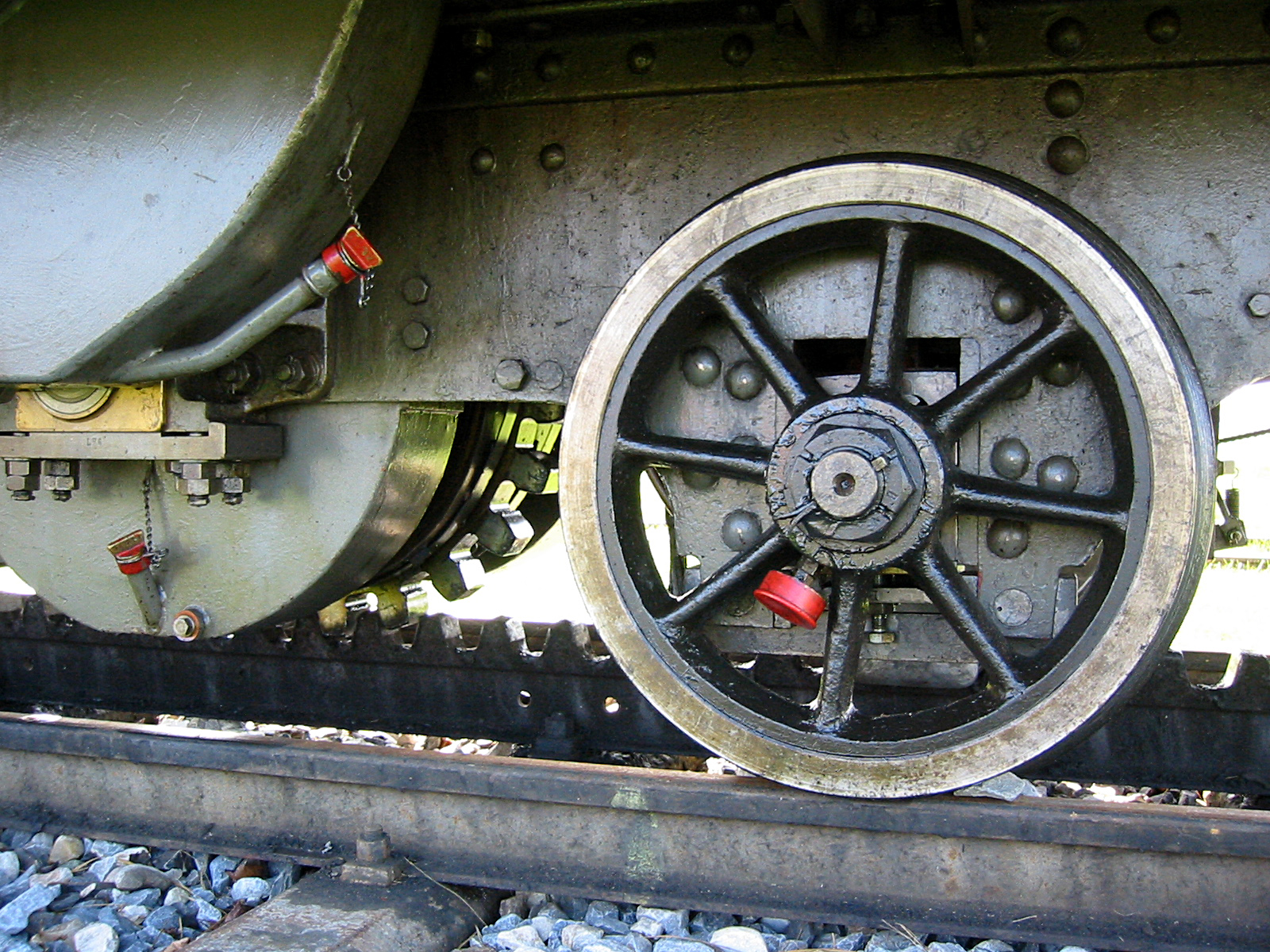
少女峰鐵路車體的車輪與齒輪
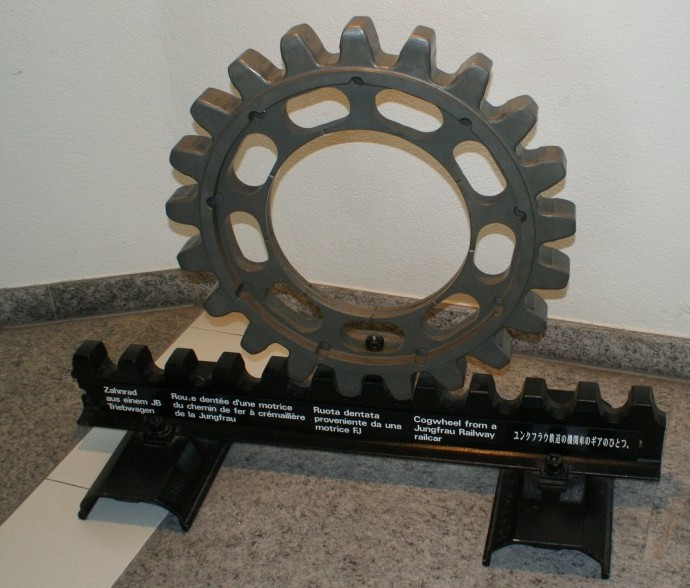
少女峰鐵路齒軌與齒輪的展示模型

少女峰鐵路由過去至今使用過多型車輛：

### 雷文系統車輛（Rowanwagen）

#### He 2/2
| 編號 | 啟用 | 退役 | 備註 |
| ---- | ---- | ---- | --- |
| 1    | 1898 | 1960 | 存放於琉森交通博物館 |
| 2    | 1898 | 1960 | 報廢 |
| 3    | 1900 | 1960 | 報廢 |
| 4    | 1900 | 1960 | 報廢 |
| 5    | 1902 | 1960 | 報廢 |
| 6    | 1904 | 1996 | 1996停止在少女峰鐵道服務；1997年起停放在小夏戴克站的車庫中；2008年九月移至凱爾澤斯鐵道博物館；2017年被捷克的一家齒軌鐵路公司（Zahnradbahn Tanvald-Harrachov）收購 |
| 7    | 1908 | 1963 | 報廢 |
| 8    | 1912 |      | 原為HGe 2/2，後來轉為He 2/2 |
| 9    | 1912 |      | 原為HGe 2/2，後來轉為He 2/2 |
| 10   | 1912 |      | 原為HGe 2/2，後來轉為He 2/2 |
| 11   | 1924 |      | 原為HGe 2/2，後來轉為He 2/2，擔任過艾格峰大使特快車（Eiger-Ambassador-Express）                                                                                   |

#### HGe 2/2
| 編號 | 啟用 | 退役 | 備註                                                               |
| ---- | ---- | ---- | ------------------------------------------------------------------ |
| 8    | 1912 |      | 後來轉為He 2/2                                                     |
| 9    | 1912 |      | 後來轉為He 2/2                                                     |
| 10   | 1912 |      | 後來轉為He 2/2                                                     |
| 11   | 1924 |      | 後來轉為He 2/2，擔任過艾格峰大使特快車（Eiger-Ambassador-Express） |
| 12   | 1929 | 1964 | 報廢                                                               |

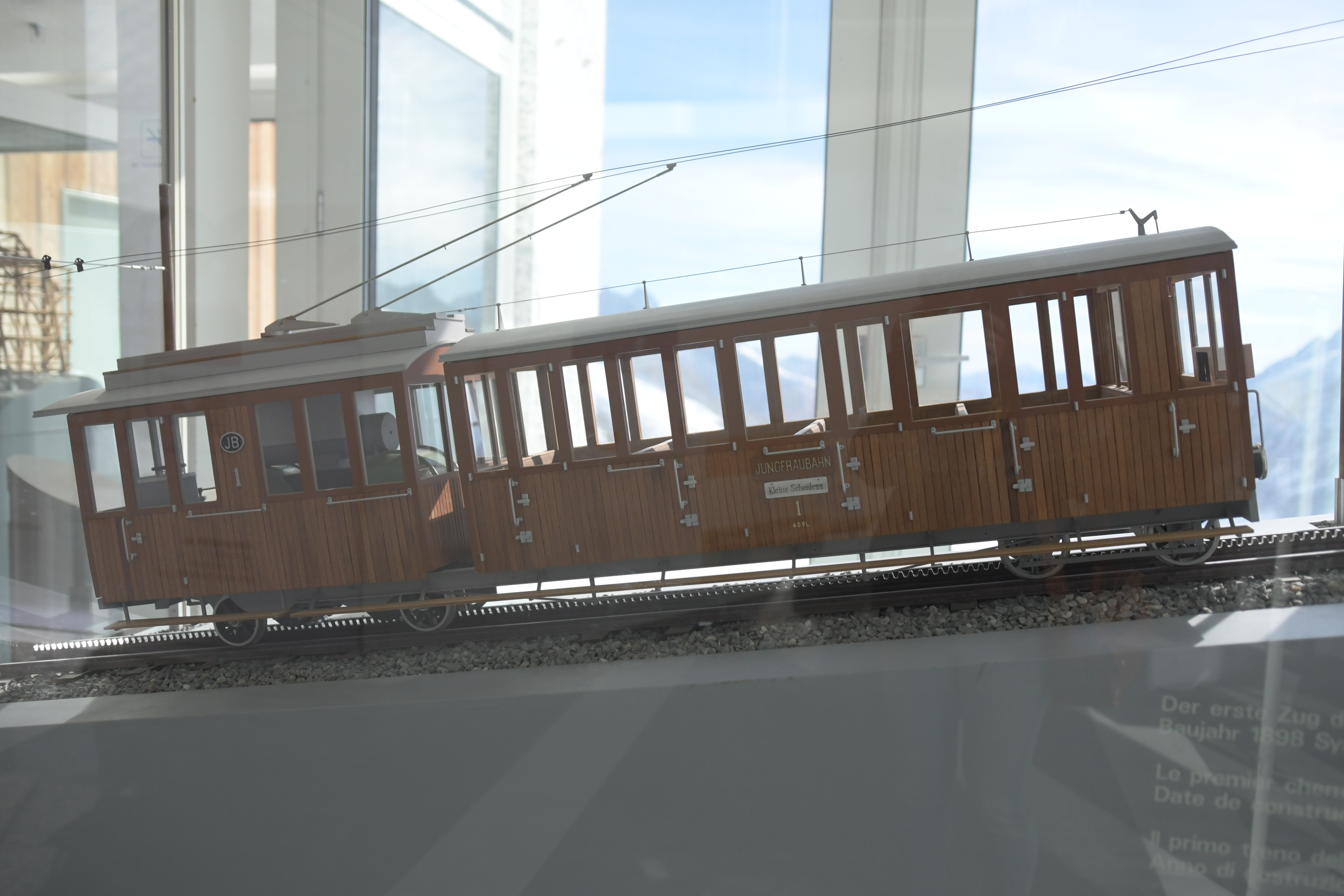
少女峰山坳火車站中編號1號的He2/2展示模型
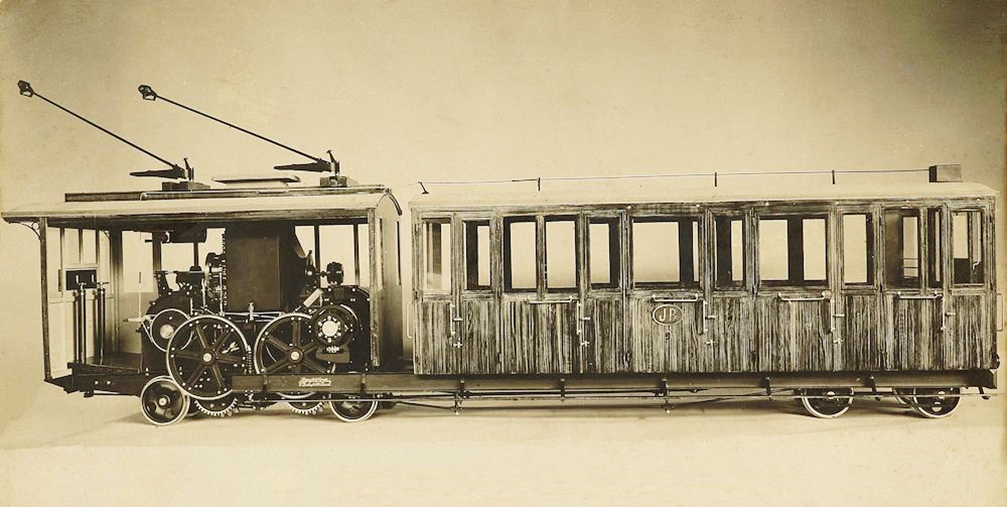
JB HGe 2/2 雷文系統車輛

### 動力分散式列車與雙單元車組

#### JB BDhe 2/4
BDhe 2/4是少女峰鐵路的電動齒軌列車，由於舊的羅文系統車輛無法應付不斷增加的少女峰運輸量，少女峰鐵道自1955年到1966年分次購買了10組BDhe 2/4，但目前也被更新的JB Bhe 4/8取代。
| 編號 | 啟用 | 退役 | 備註 |
| ---- | ---- | ---- | ---- |
| 201  | 1955 | 2016 | 停用 |
| 202  | 1955 |      |      |
| 203  | 1960 |      |      |
| 204  | 1960 |      |      |
| 205  | 1961 | 2016 | 停用 |
| 206  | 1961 |      |      |
| 207  | 1964 | 2016 | 停用 |
| 208  | 1964 |      |      |
| 209  | 1964 | 2016 | 停用 |
| 210  | 1964 | 2016 | 停用 |

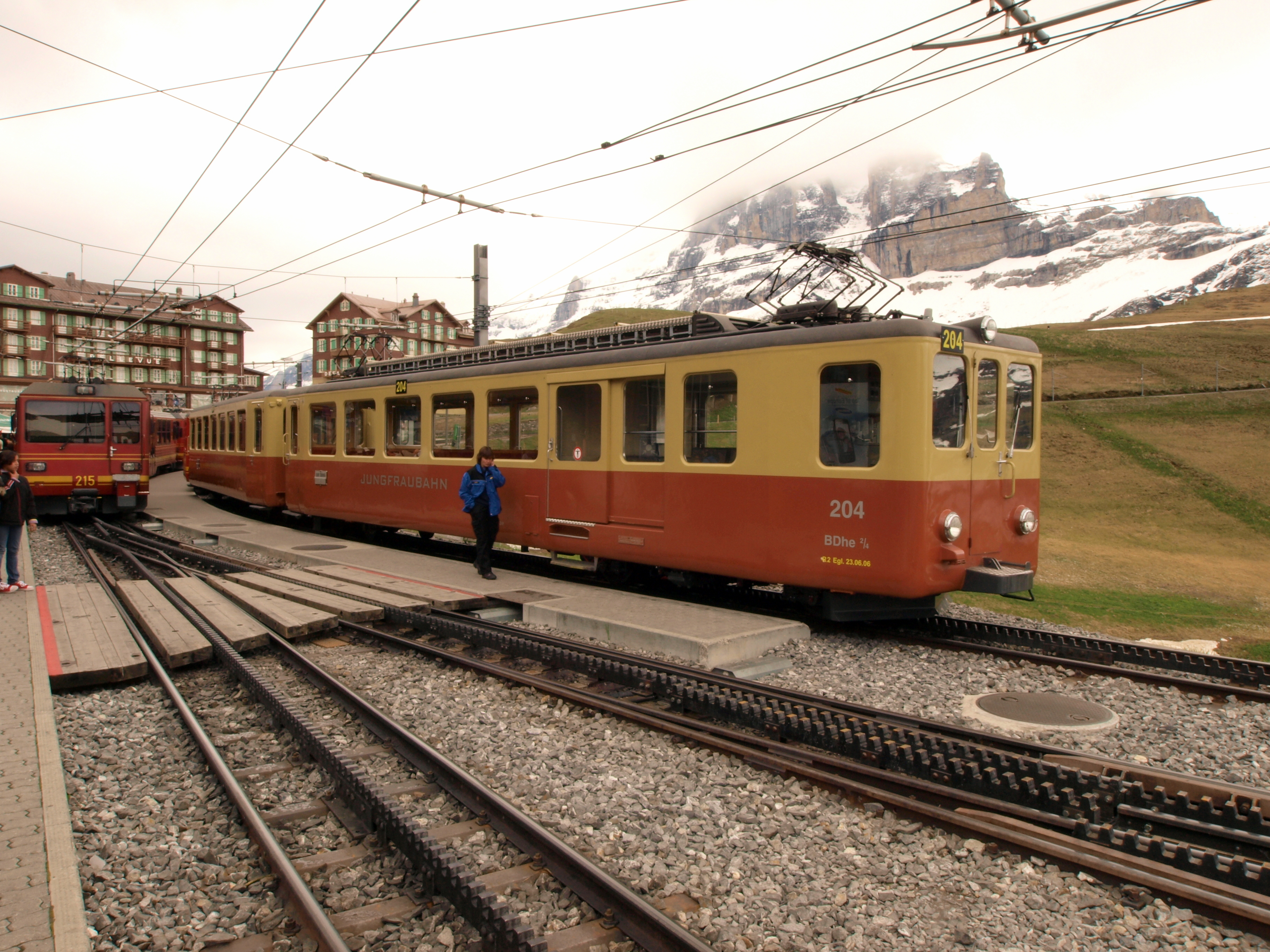
編號204的BDhe 2/4
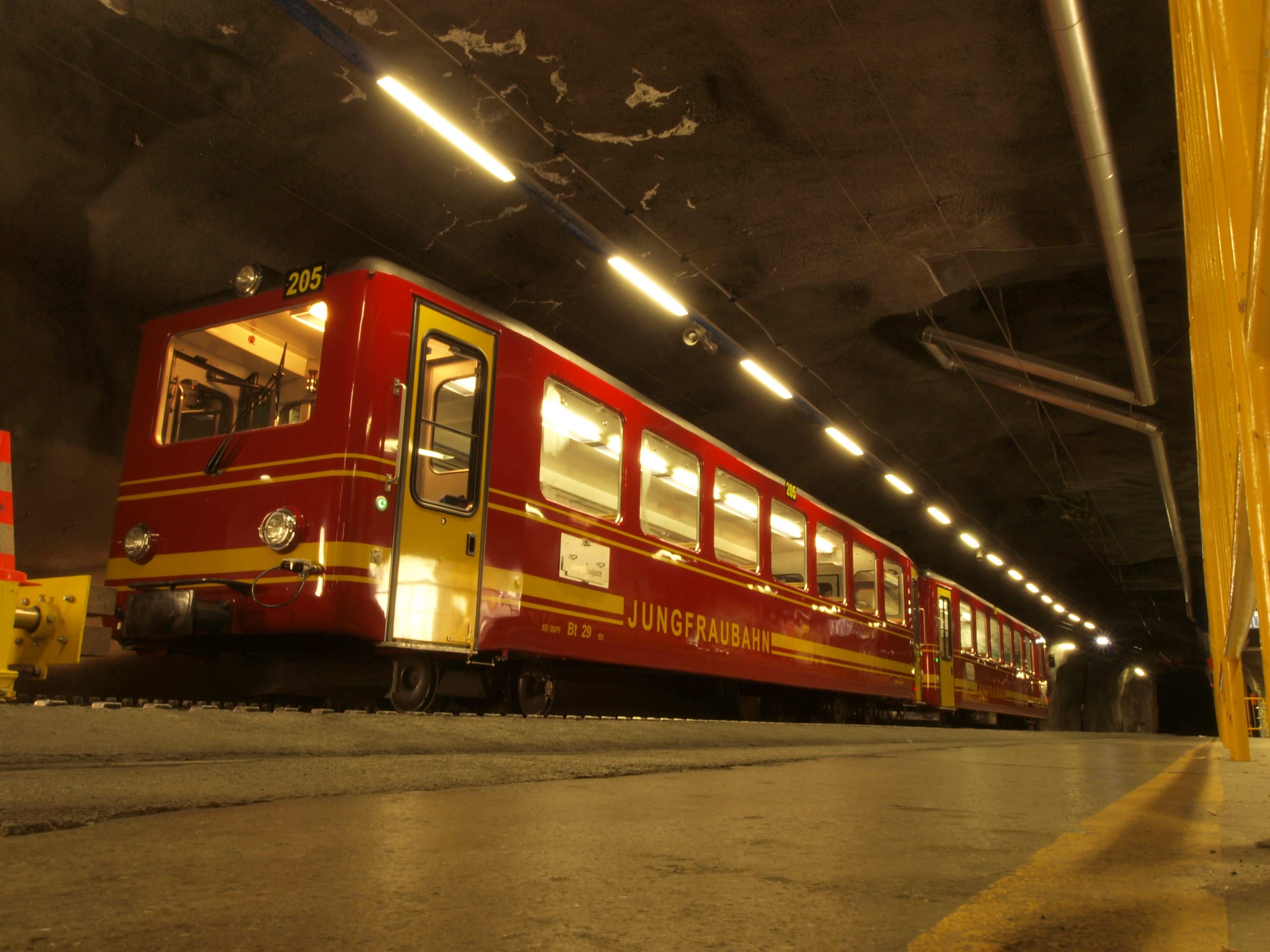
編號205的BDhe 2/4與Bt 29控制車
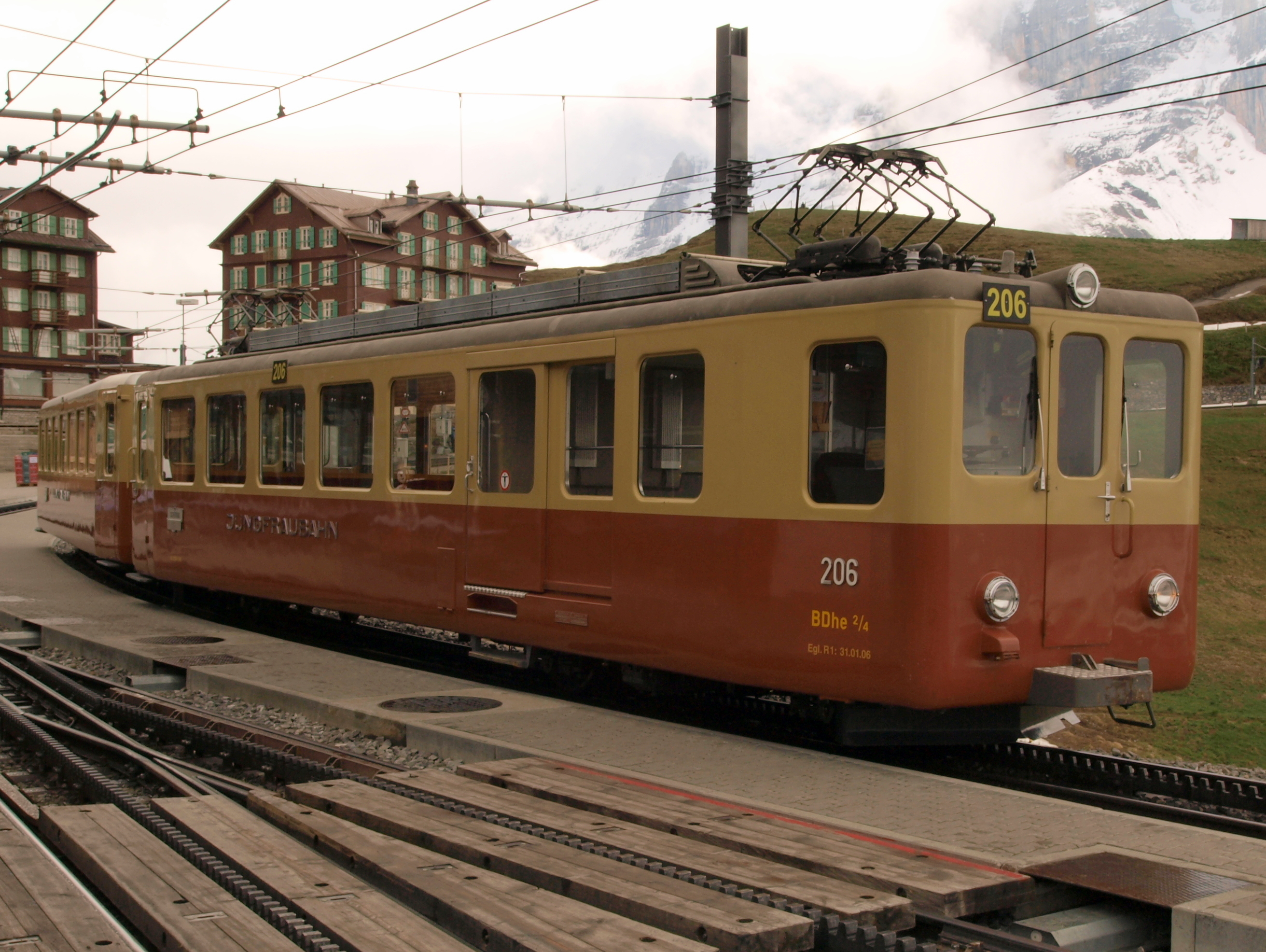
編號206的BDhe 2/4
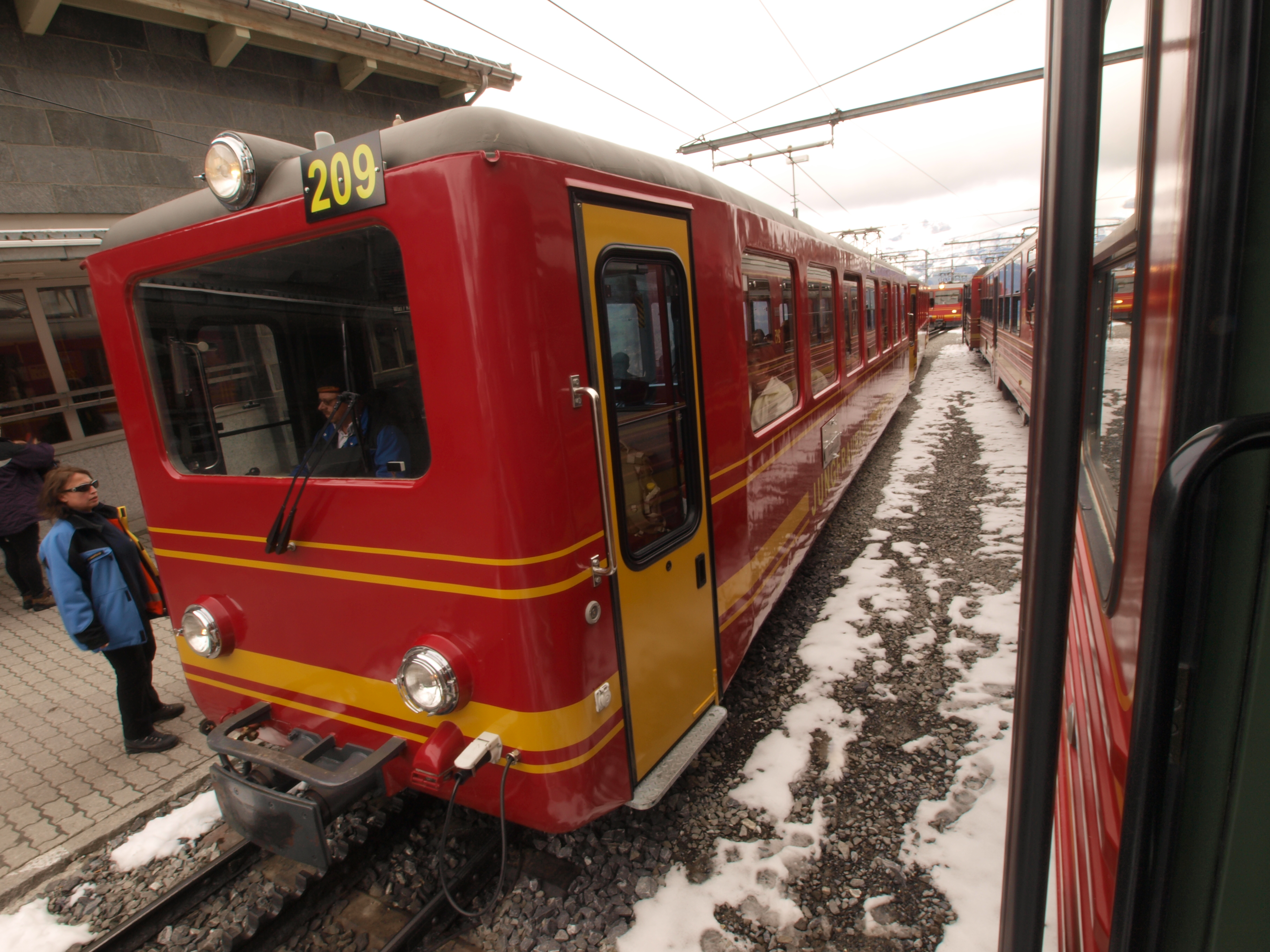
編號209的BDhe 2/4
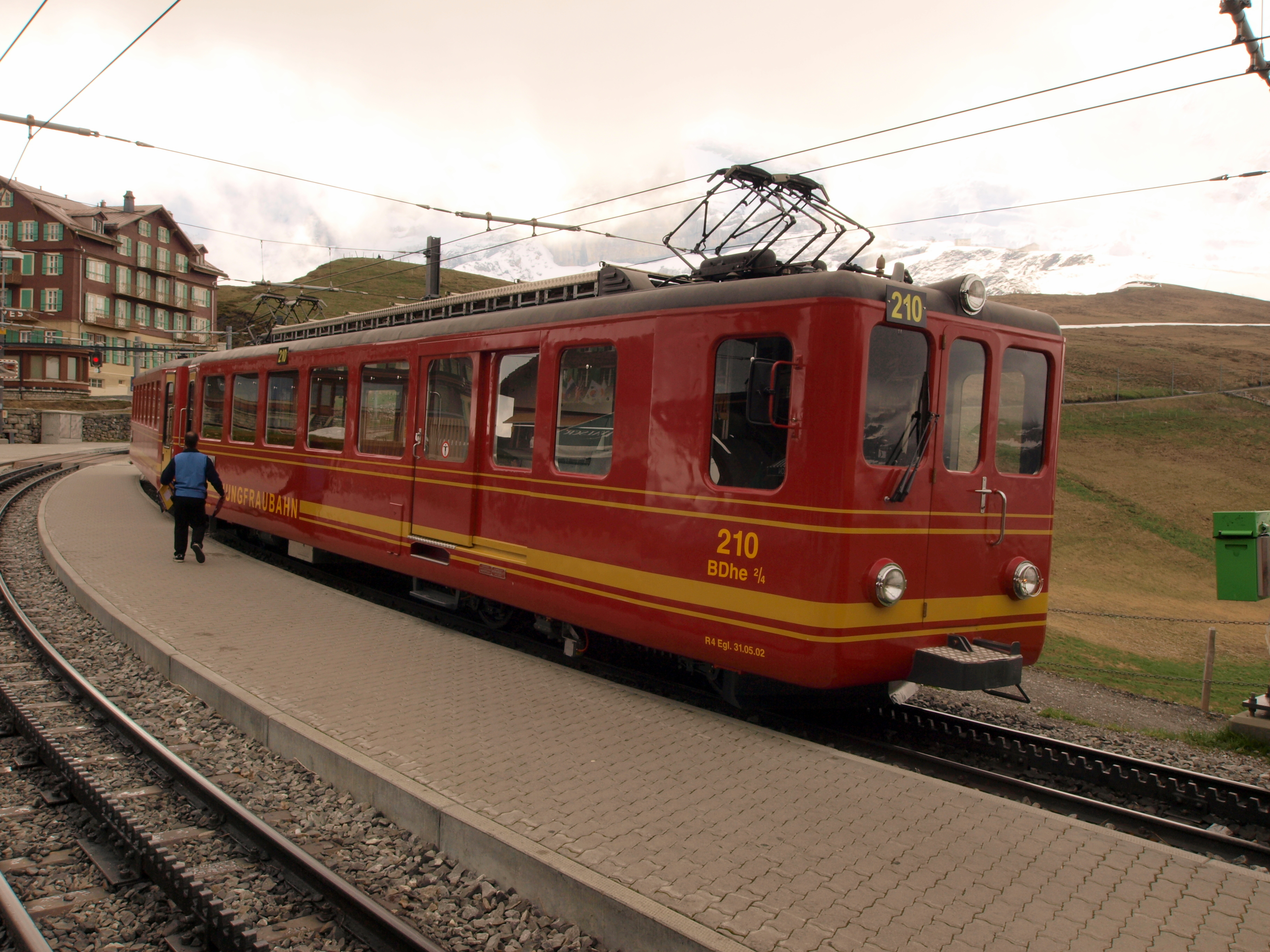
編號210的BDhe 2/4

#### JB BDhe 4/8
BDhe 4/8自1992年開始採購，以因應BDhe 2/4載客量不足，使得一些乘客必須站立搭乘的問題。2012年至2017年，BDhe 4/8安裝了新的牽引設備，將上坡行駛時速度增加到每小時33公里。
| 編號    | 啟用 | 退役 | 備註                             |
| ------- | ---- | ---- | -------------------------------- |
| 211-214 | 1992 |      | 2012年至2017年安裝了新的牽引設備 |
| 215-218 | 2002 |      | 2012年至2017年安裝了新的牽引設備 |

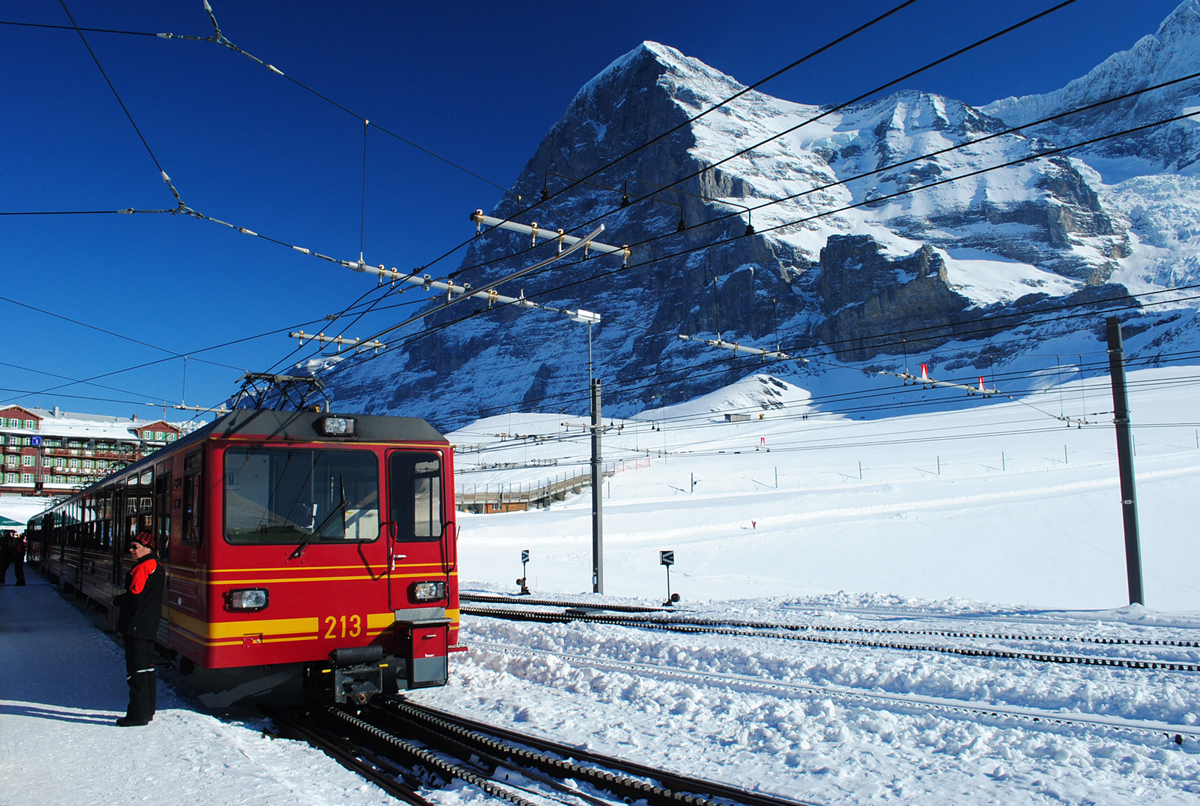
編號213的BDhe 4/8
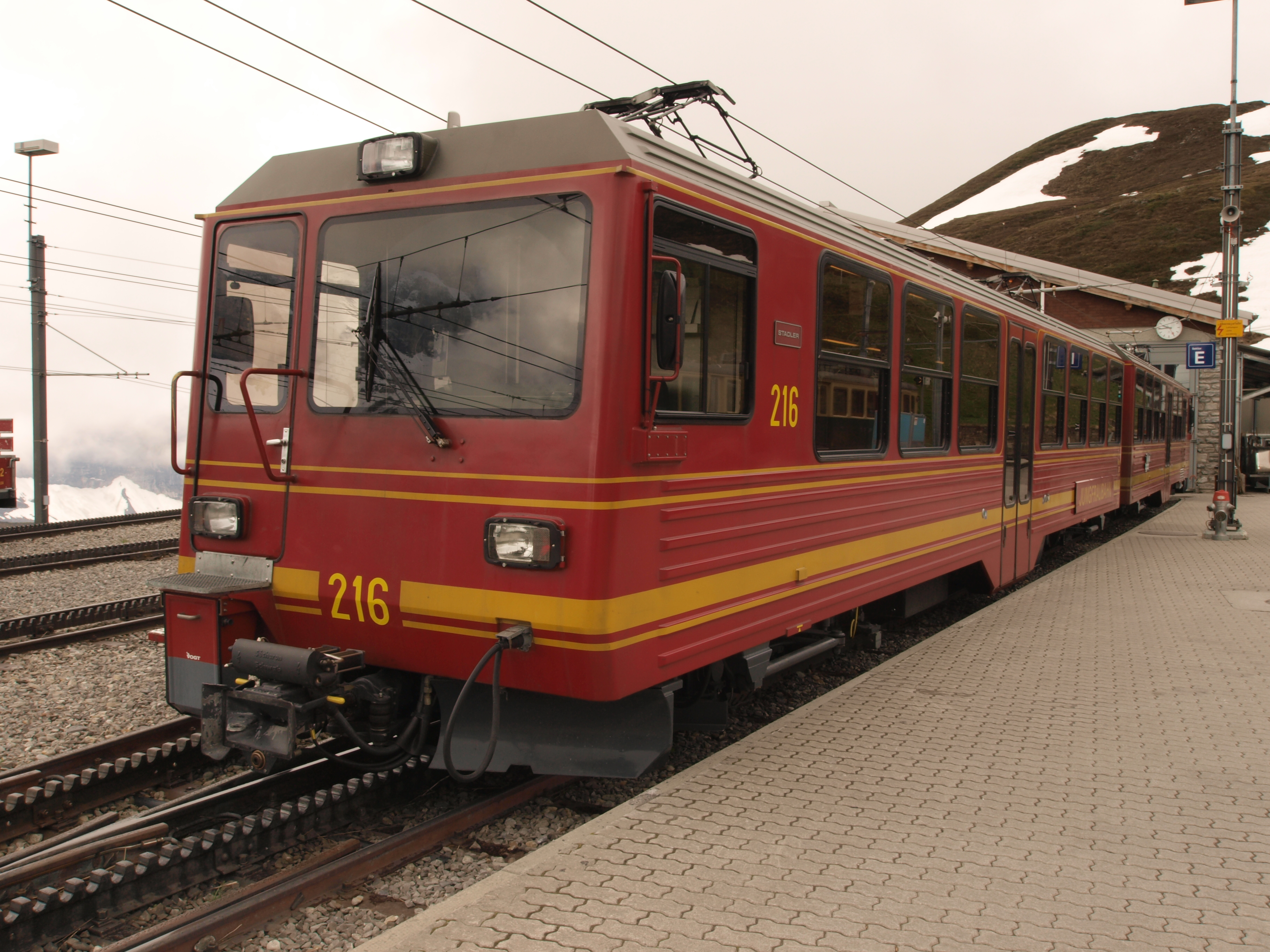
編號216的BDhe 4/8
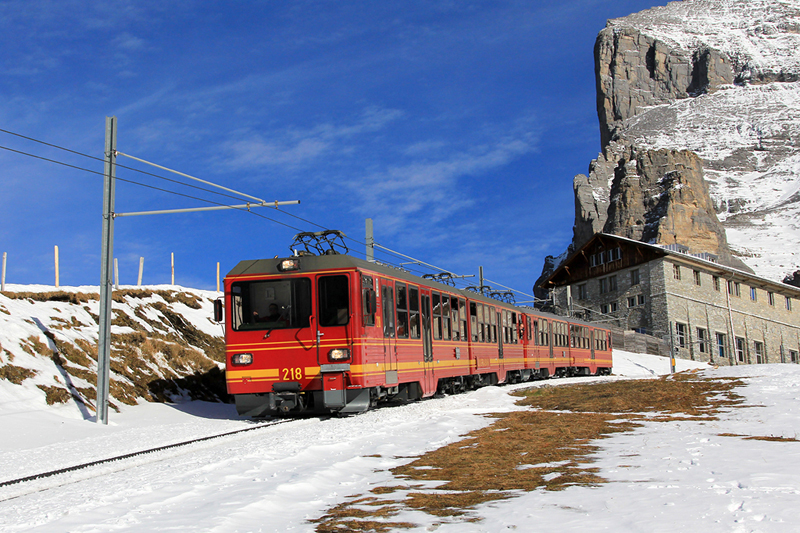
編號218的BDhe 4/8

#### JB Bhe 4/8
Bhe 4/8於2016年採購，以取代BDhe 2/4並增加載客容量，Bhe 4/8車隊在2016年8月25日於小夏戴克成立。
| 編號    | 啟用 | 退役 | 備註                              |
| ------- | ---- | ---- | --------------------------------- |
| 221-224 | 2016 |      | 車隊在2016年8月25日於小夏戴克成立 |

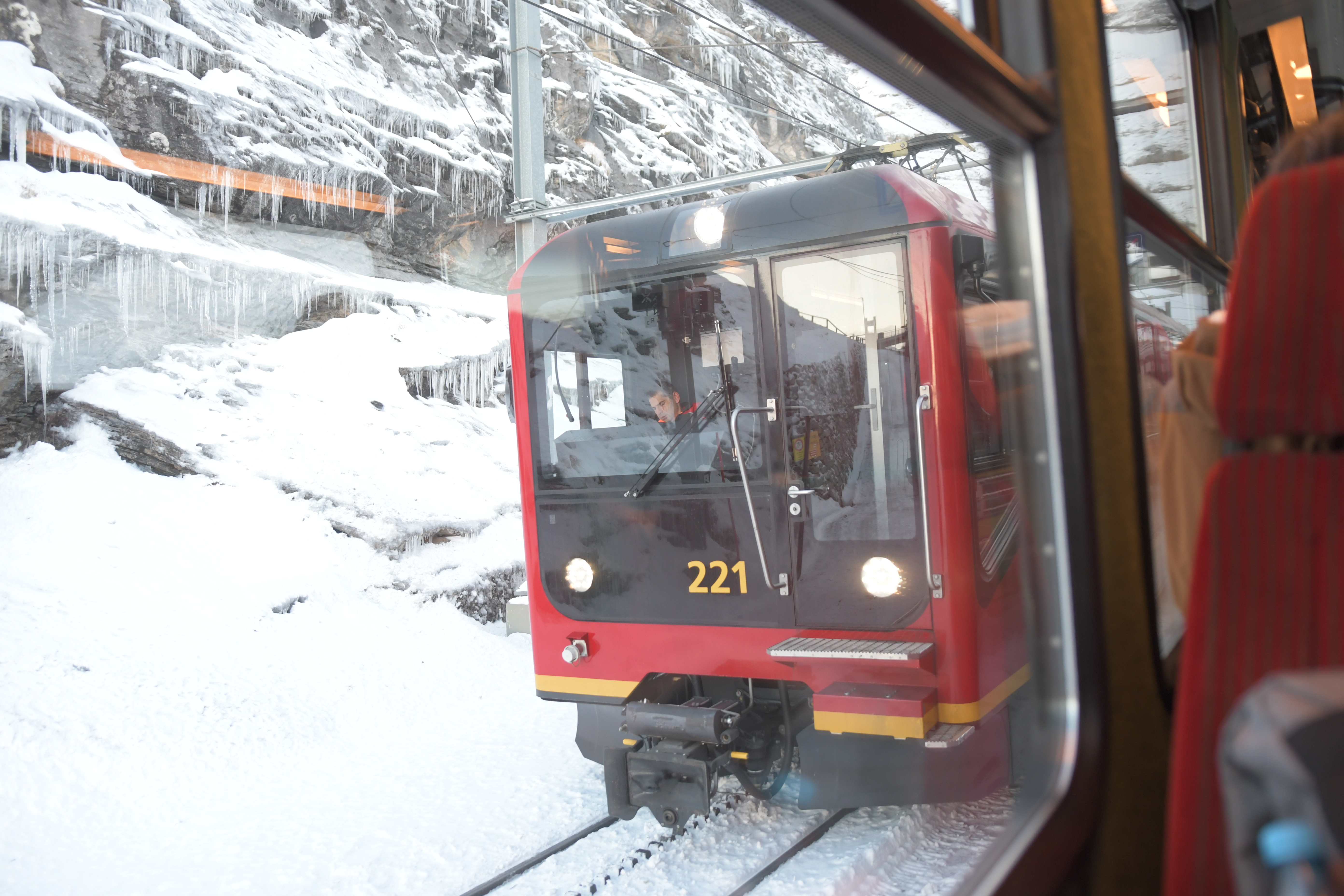
編號221的Bhe 4/8

### 控制車
與JB BDhe 2/4一起採購
| 編號     | 啟用 | 退役 | 備註 |
| -------- | ---- | ---- | ---- |
| Bt 25    | 1955 | 2016 | 停用 |
| Bt 26    | 1955 |      |      |
| Bt 27    | 1960 | 2012 | 停用 |
| Bt 28-30 | 1960 | 2016 | 停用 |
| Bt 31-34 | 1964 | 2016 | 停用 |

### 工作車輛
- X rote 51：1937年啟用，除雪車。
- X 52：1921年啟用，雪犁。
- Zekt 95：1970與1994啟用，水箱車，搭配BDhe 4/8，2012年停用。
- Xhe rote 12：2012，動力雙向除雪車，帶有雪犁與除雪機。

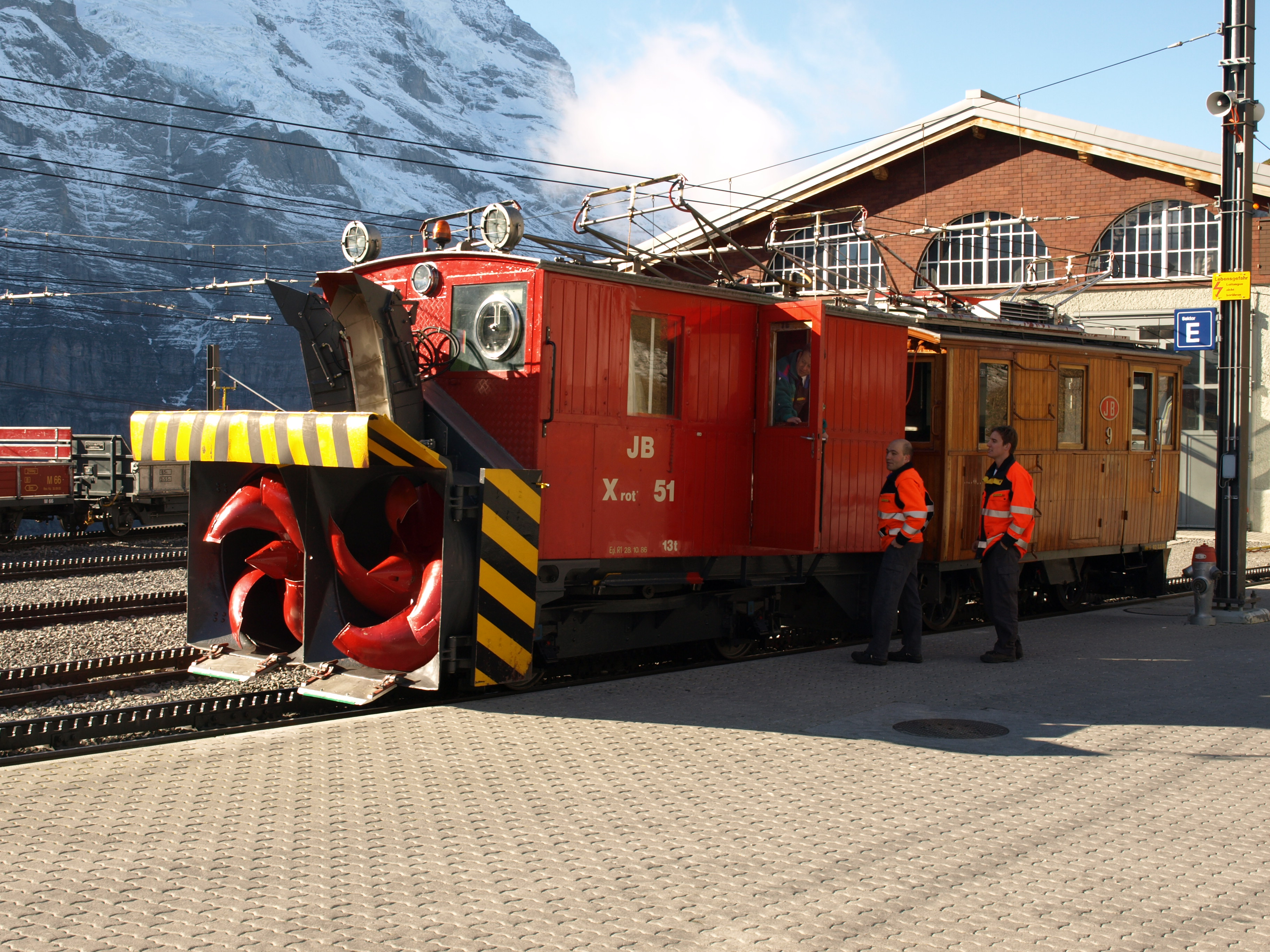
少女峰鐵路的X rote 51除雪車
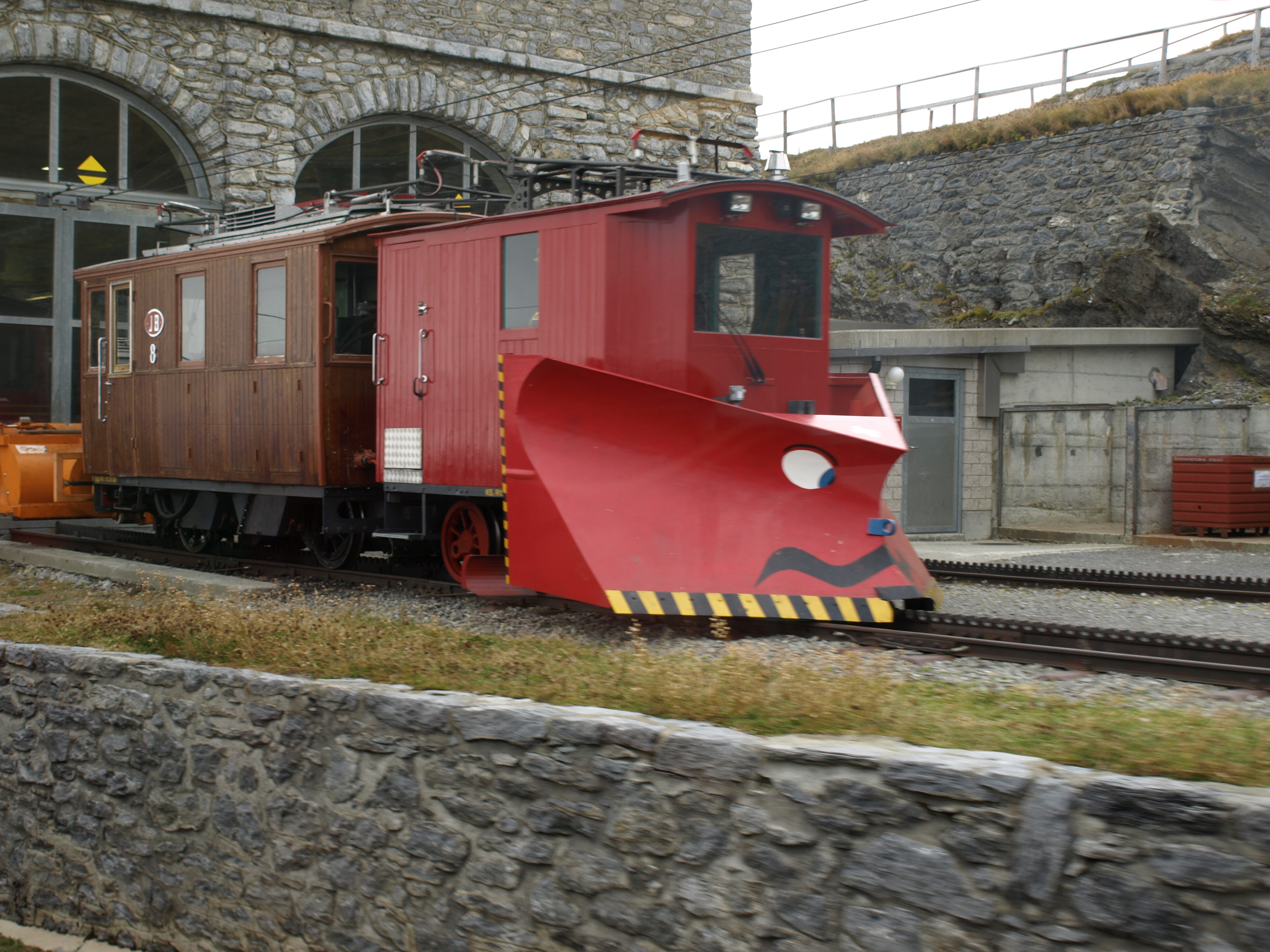
少女峰鐵路的X 52雪犁